# Arioso
L'arioso è una forma musicale, per lo più operistica, in cui la linea vocale, pur condotta su versi sciolti come quelli normalmente musicati in stile recitativo, presenta l'espansione melodica tipica dell'aria.
Tale forma si riscontra già nella musica vocale barocca, generalmente alla fine di un recitativo e in corrispondenza di uno o due versi particolarmente espressivi o concettosi. In questo periodo l'arioso è chiamato anche cavata, aria cavata o mezz'aria.
Nell'opera italiana del Settecento, col definirsi di uno stacco più netto tra recitativo e aria, l'arioso cade quasi in disuso, conservandosi invece nella tragédie-lyrique francese.
Col primo Ottocento essa torna in auge anche in Italia, soprattutto a partire da La straniera di Vincenzo Bellini (1829). Le caratteristiche formali sono le stesse della cavata barocca, ma il brano può assumere proporzioni ragguardevoli.

L'impiego di versi sciolti, non di rado aggiustati dagli stessi compositori, rende l'arioso una forma più libera e irregolare rispetto all'aria. Quando pertanto, nella seconda metà del secolo, prima in Francia e in Russia, poi anche in Italia, l'aria perde la tipica quadratura in favore di un canto più sciolto, il confine tra questa forma e quella dell'arioso diviene labile e spesso incerto.

## Esempi di arioso
- Nel tuo seno, amico sasso (Georg Friedrich Händel, Giulio Cesare, 1724)
- Sobald dich führt des Freundschaft Hand (Wolfgang Amadeus Mozart, Il flauto magico, 1791)
- Teneri, teneri figli (Vincenzo Bellini, Norma, 1831)
- Deh, se mi amasti un giorno (Vincenzo Bellini, Beatrice di Tenda, 1833)
- Ma dì: perché tradirmi, Eleonora? (Gaetano Donizetti, Il furioso all'isola di San Domingo, 1833)
- Ah, mon fils, soîs béni (Giacomo Meyerbeer, Il profeta, 1849)
- Amami, Alfredo! (Giuseppe Verdi, La traviata, 1853)
- O cor, don funesto (Amilcare Ponchielli, La Gioconda, 1876)
- Dear father Trulove (Igor' Fëdorovič Stravinskij, La carriera di un libertino, 1951)